# Борщівник Лемана
Борщівник Лемана (Heracleum lehmannianum) — велика трав'яниста рослина, вид роду Борщівник родини Парасолькові, поширений у Середній Азії. Вид названий на честь ботаніка та натураліста Олександра Адольфовича Лемана.

## Ботанічний опис
Трав'яниста рослина 1-1,5 м заввишки. Стебло глибоко борозенчасте, опушене. Листя перисто-складне з 2-3 пар бічних сегментів, перша пара на коротких черешочках, решта сидячих, сегменти яйцеподібні, перисто надрізані на яйцеподібні, загострені, по краю крупно і нерівно зубчасті частки; листя з верхньої сторони голі, з нижньої зазвичай рідко опушені, рідше густо, коротко і відстовбурчено опушені. Парасольки великі, 45-50-променеві. Промені парасольки і парасольок м'яко і відстовбурчено опушені, листочків обгортки зазвичай немає, листочки обгортки численні, ланцетно-лінійні, квітки білі, зав'язь відстовбурчено опушена, зубці чашки ясно помітні, 10-15 мм завдовжки.
Плід — продовгуватий або яйцевидно-продовгуватий вислоплідник, 10-12 мм в довжину та 6-8 мм в ширину, негусто опушений довгими тонкими волосинками.

## Поширення та екологія
Виростає на вологих місцях, зазвичай на берегах річок у субальпійському поясі на висоті від 1500 до 2400 м над рівнем моря  .

## Значення і застосування
Медоносна рослина. За період цвітіння 100 квіток виділяють 448 мг цукру. Продуктивність нектару однією рослиною 18,2 г. На одній рослині налічується близько 18 000 квіток .
Може бути використаний для отримання анетолу . Анетол міститься в листі і становить 80 % від ефірної олії при виході олії 0,3 % на сиру вагу листя, незрілі плоди дають 2,07 % ефірної олії та 25 % жирної олії .